# Gustav Landauer
Gustav Landauer (7. dubna 1870 Karlsruhe – 2. května 1919 Mnichov) byl na přelomu 19 a 20. století jedním z předních teoretiků anarchismu v Německu. Byl advokátem sociálního anarchismu a striktním pacifistou. V roce 1919, během německé revoluce, byl krátce komisařem pro osvětu a veřejnou správu v Bavorské republice rad, která však existovala jen krátce. Po její násilném potlačení byl ve vazbě zavražděn protirepublikánskými vojáky Freikorpsu.
Landauer je také známý díky svým studiím metafyziky a náboženství, a především překladu Shakespearova díla do němčiny.

## Život a kariéra
Landauer byl druhým dítětem židovských rodičů, Rosy (za svobodna Neubergerová) a Hermana Landauera. 
Gustav podporoval anarchismus již v 90. letech 19. století. Tehdy byl obzvláště nadšený individuálním přístupem Maxe Stirnerova a Friedricha Nietzscheho, ale také „varoval před typickým příkladem jednotlivců, kteří nejsou nijak omezováni, což potenciálně vede k zanedbávání solidarity“.
Landauer věřil, že k sociální změně nemůže dojít jen pomocí kontroly státu či ekonomického systému, ale že musí být vyvolána revolucí v mezilidských vztazích. Opravdový socialismus mohl vést pouze ke spojení s touto spirituální prací, jeho slovy: „Námi tolik chtěnou a vysněnou společnost nalezneme pouze pokud se oddělíme od individuálního bytí. Ta se skrývá v tom nejniternějším jádru naší duše. Nakonec je to ta nejstarší a nejobecnější společnost: lidská rasa a vesmír.“
Jeho druhou manželkou byla Hedwig Lachmannová, provdaná Landauerová, německá spisovatelka, překladatelka a básnířka. Jeho vnuk Mike Nichols byl americký televizní, filmový a divadelní režisér, producent a komik.

## Dílo
- Skepsis und Mystik (1903)
- Die Revolution (trans. Revolution) (1907)
- Aufruf zum Sozialismus (1911) (trans. by David J. Parent as For Socialism. Telos Press, 1978. ISBN 0-914386-11-5)
- Editor of the journal Der Sozialist (trans. The Socialist) from 1893–1899
- "Anarchism in Germany" (1895), "Weak Statesmen, Weaker People" (1910) and "Stand Up Socialist" (1915) are excerpted in Anarchism: A Documentary History of Libertarian Ideas – Volume One: From Anarchy to Anarchism (300 CE–1939), ed. Robert Graham. Black Rose Books, 2005. ISBN 1-55164-250-6
- Gustav Landauer. Gesammelte Schriften Essays Und Reden Zu Literatur, Philosophie, Judentum. (translated title: Collected Writings Essays and Speeches of Literature, Philosophy and Judaica). (Wiley-VCH, 1996) ISBN 3-05-002993-5
- Gustav Landauer. Anarchism in Germany and Other Essays. eds. Stephen Bender and Gabriel Kuhn. Barbary Coast Collective.
- Gustav Landauer. Revolution and Other Writings: A Political Reader, ed. & trans. Gabriel Kuhn; PM Press, 2010. ISBN 978-1-60486-054-2